# Brachiolejeunea poeltii
Brachiolejeunea poeltii là một loài Rêu trong họ Lejeuneaceae. Loài này được Mizut. & Grolle mô tả khoa học đầu tiên năm 1966.